# Новобирилюссы
Новобирилю́ссы — село в Красноярском крае, административный центр Бирилюсского района и Новобирилюсского сельсовета. Центральная улица — Советская.

## География
Расположено на берегу реки Чулым в 78 км от железнодорожной станции Ачинск (узел линий на Красноярск, Анжерскую, Енисейск и Красную Сопку).

## История
Указом Президиума Верховного Совета РСФСР от 8 февраля 1971 года районный центр Бирилюсского района Красноярского края перенесён из села Бирилюссы в село Новобирилюссы.

## Население
| 1970 | 1979  | 1989  | 2002  | 2010  |
| ---- | ----- | ----- | ----- | ----- |
| 2546 | ↗4022 | ↗5039 | ↘4342 | ↘4141 |

## Инфраструктура
Краеведческий музей.

## Русская православная церковь
В селе имеется деревянная Церковь Троицы Живоначальной (1912).

## Средства массовойинформации
Печатные СМИ представлены муниципальным органом «Новый путь».

### Радиостанции
| Частота, МГц | Название                               | Формат               | Лицензия  | Холдинг | RDS | Мощность |
| ------------ | -------------------------------------- | -------------------- | --------- | ------- | --- | -------- |
| 100,2        | (было до 2021) Дорожное радио          | Russian CHR / Hot AC | Медиасеть | ЕМГ     | -   | 100 Вт   |
| 102,3        | Радио России + Радио России Красноярск |                      | ВГТРК     | ВГТРК   | -   | 100 Вт   |

### Цифровые эфирные каналы
Все 20 каналов для мультиплекса РТРС-1 и РТРС-2; Пакет радиоканал, включает: Вести FМ, Радио Маяк, Радио России.
- Пакет телеканалов РТРС-1 (телевизионный канал 46, частота 674 МГц), включает: Первый канал, Россия 1, Матч ТВ, НТВ, Пятый канал, Россия К, Россия 24, Карусель, ОТР, ТВЦ.
- Пакет телеканалов РТРС-2 (телевизионный канал 38, частота 610 МГц), включает: РЕН ТВ, Спас, СТС, Домашний, ТВ3, Пятница!, Звезда, Мир, ТНТ, Муз-ТВ.